# Синхроничност
Синхроничност е понятие, въведено от Карл Густав Юнг. То е противоположният полюс на каузалността.
Синхроничността е явление, при което едно събитие от външния свят съвпада до голяма степен с психологическо състояние – мисъл, идея, предчувствие, съновидение. Тогава се получава съвпадение между случка от материалния свят (действителността) и психичния свят (какво си е мислил или сънувал човек). Получава се нещо като предсказване (гадаене).
Карл Юнг развива идеята като я дефинира по няколко начина:
1. Като некаузален свързващ принцип.
2. Като събитията, които са свързани смислово (понякога чрез символи), а не причинно (т.е. несъвпадащи по време и пространство).
3. Като събития съвпадащи с време – пространството, но винаги свързани смислово, психологически.
4. Като свързваща психичния и матриалния свят.
За Юнг синхроничността означава „смислово съвпадение“. Това е такова съвпадение на две или повече събития, които нямат причинно – следствена връзка, но имат един и същи смисъл. Например един човек сънува, че негов приятел е починал и същата нощ той действително е умира. Тук не е възможна причинната връзка между двата случая, но човек възприема тяхното съвпадение, което има еднакъв смисъл.

## Критика
Съвременната наука отрича явлението, обозначавайки го като псевдонаучно, тъй като не се основава на експериментални данни и може лесно да се обясни с теория на вероятностите.
За много хора личните съвпадения не са случайни. Понякога те са склонни да се възприемат като изпратени от Бог или съдбата знаци и послания. Теория на вероятностите обаче показва какво се случва. Ако човек е въвлечен в 100 отчетливи събития на ден, всичките с паметни компоненти – гледане на телевизия, слушане на радио, среща с хора и др. – колко възможни различни двойки от събития ще има в 100 случки? Формула показва, че те ще са 4950 различни съчетания в двойка за един ден. Това е вярно за 365 дни в годината. А за 10 години? Случайните съвпадения са лесни за запомняне и този човек за 10 години помни няколко от тях – например 6 такива. Но какъв е пулът от случайни несъвпадения, от които идват тези 6 съвпадения? Той е 4950 двойки дневно, умножени по 365 дни годишно, умножени по 10 години. Това прави 18 067 500. Тоест, за 10 години на този човек му са се случили 6 случайни съвпадения, които помни, но и 18 067 500 неща, които е можело да бъдат случайни съвпадения. Вероятността в живота му да се случи случайно съвпадение е равно на 0.00000033. Следователно, той помни и му се струват необикновени само 6 синхронични събития от 18 милиона съвпадения в живота за 10 години. Редки, но необикновени неща се случват, защото случайността го гарантира.